# Lukas Fröde
Lukas Thomas Fröde (Fulda, 23 januari 1995) is een Duitse profvoetballer die bij voorkeur als verdedigende middenvelder speelt. Hij staat onder contract bij Bundesligaclub Werder Bremen. Hij komt voornamelijk uit voor het tweede team van de club dat speelt in de 3. Liga.

## Carrière
Fröde begon met voetballen in 1999 bij TSV Neuenberg. Vervolgens speelde hij enkele jaren voor Borussia Fulda en Haimbacher SV voordat hij in 2007 een contract tekende bij de jeugdopleiding van profclub FC Carl Zeiss Jena. In 2009 maakte hij de overstap naar de C-jeugd van Bundesligaclub Werder Bremen. In het seizoen 2013/14 debuteerde hij in het tweede elftal van de club, dat op dat moment uitkwam in de Regionalliga Nord. Op 11 augustus 2013 maakte hij zijn eerste minuten in de 1-0 nederlaag tegen SV Meppen. Zijn eerste doelpunt scoorde hij op 28 maart 2014 tegen BV Cloppenburg, Fröde maakte de 1-0 in een wedstrijd die uiteindelijk met 2-0 gewonnen werd.

### Profcarrière
Door kampioen te worden in de competitie wist Fröde met Werder Bremen II te promoveren naar de 3. Liga het laagste profniveau van Duitsland. Sinds maart 2015 behoord Fröde ook regelmatig tot de wedstrijdselectie van het eerste. Op 1 maart 2015 zat hij voor het eerst op de bank in de wedstrijd tegen VfL Wolfsburg. Op 2 mei 2015 maakte hij zijn debuut in de 1-0 overwinning tegen Eintracht Frankfurt, toen hij inviel voor de geblesseerde Zlatko Junuzović.

## Interlandcarrière
Fröde speelde op 15 maart 2011 zijn eerste wedstrijd voor de U-16 van Duitsland tegen Roemenië. Op 13 april van datzelfde jaar wist hij voor het eerste, en voorlopig het laatst, te scoren voor een Duitse jeugdselectie. Hij kwam ook uit voor de U-17 en U-18. Zijn laatste interland speelde hij in 2012.

## Clubstatistieken
| Seizoen                 | Club                    |                         | Competitie              | Competitie | Competitie | Beker | Beker | Internationaal | Internationaal | Overig | Overig | Totaal | Totaal |
| Seizoen                 | Club                    | Wed.                    | Competitie              | Dlp.       | Wed.       | Dlp.  | Wed.  | Dlp.           | Wed.           | Dlp.   | Wed.   | Dlp.   |        |
| ----------------------- | ----------------------- | ----------------------- | ----------------------- | ---------- | ---------- | ----- | ----- | -------------- | -------------- | ------ | ------ | ------ | ------ |
| 2013/14                 | Werder Bremen II        | Vlag van Duitsland      | Regionalliga Nord       | 18         | 1          | 0     | 0     | -              | -              | -      | -      | 18     | 1      |
| 2014/15                 | Werder Bremen II        | Vlag van Duitsland      | Regionalliga Nord       | 31         | 3          | 0     | 0     | -              | -              | -      | -      | 31     | 3      |
| 2015/16                 | Werder Bremen II        | Vlag van Duitsland      | 3. Liga                 | 13         | 0          | 0     | 0     | -              | -              | -      | -      | 13     | 0      |
| Totaal Werder Bremen II | Totaal Werder Bremen II | Totaal Werder Bremen II | Totaal Werder Bremen II | 62         | 4          | 0     | 0     | -              | -              | -      | -      | 62     | 4      |
| 2014/15                 | Werder Bremen           | Vlag van Duitsland      | Bundesliga              | 1          | 0          | 0     | 0     | -              | -              | -      | -      | 1      | 0      |
| 2015/16                 | Werder Bremen           | Vlag van Duitsland      | Bundesliga              | 8          | 0          | 1     | 0     | -              | -              | -      | -      | 9      | 0      |
| Totaal Werder Bremen    | Totaal Werder Bremen    | Totaal Werder Bremen    | Totaal Werder Bremen    | 9          | 0          | 1     | 0     | -              | -              | -      | -      | 10     | 0      |
| Totaal                  | Totaal                  | Totaal                  | Totaal                  | 71         | 4          | 1     | 0     | -              | -              | -      | -      | 72     | 4      |

## Erelijst
Werder Bremen II
- Promotie naar 3. Liga: 2015